# Хагентал ле Бас
Хагентал ле Бас (фр. Hagenthal-le-Bas) насеље је и општина у источној Француској у региону Алзас, у департману Горња Рајна која припада префектури Милуз.
По подацима из 2011. године у општини је живело 1169 становника, а густина насељености је износила 188,55 становника/km². Општина се простире на површини од 6,2 km². Налази се на средњој надморској висини од 360 метара (максималној 481 m, а минималној 319 m).

## Демографија
| 1962. | 1968. | 1975. | 1982. | 1990. | 1999. | 2011. |
| ----- | ----- | ----- | ----- | ----- | ----- | ----- |
| 737   | 747   | 814   | 777   | 896   | 1.001 | 1.169 |

График промене броја становника у току последњих година